# Rudolz (Gemeinde Waldkirchen)
Rudolz ist eine Ortschaft und eine Katastralgemeinde der Gemeinde Waldkirchen an der Thaya im Bezirk Waidhofen an der Thaya in Niederösterreich.

## Geografie
Das nordwestlich von Waldkirchen liegende Dorf wird von Lexnitzbach durchflossen und ist über die Landesstraße L67 erreichbar. Am 1. April 2020 umfasste der Ort 42 Adressen.

## Geschichte
Der Ort wurde um 1230 erstmals urkundlich erwähnt. Im Franziszeischen Kataster von 1823 ist Rudolz mit mehreren Gehöften verzeichnet. Laut Adressbuch von Österreich waren im Jahr 1938 in Rudolz ein Gastwirt, ein Schmied, ein Trafikant, ein Tischler, ein Viktualienhändler, ein Weber und einige Landwirte ansässig. Bis zur Eingemeindung nach Waldkirchen war der Ort ein Teil der damaligen Gemeinde Reibers.

## Siedlungsentwicklung
Zum Jahreswechsel 1979/1980 befanden sich in der Katastralgemeinde Rudolz insgesamt 46 Bauflächen mit 25.874 m² und 47 Gärten auf 12.021 m², 1989/1990 gab es 45 Bauflächen. 1999/2000 war die Zahl der Bauflächen auf 132 angewachsen und 2009/2010 bestanden 56 Gebäude auf 128 Bauflächen.

## Bodennutzung
Die Katastralgemeinde ist landwirtschaftlich geprägt. 324 Hektar wurden zum Jahreswechsel 1979/1980 landwirtschaftlich genutzt und 33 Hektar waren forstwirtschaftlich geführte Waldflächen. 1999/2000 wurde auf 317 Hektar Landwirtschaft betrieben und 37 Hektar waren als forstwirtschaftlich genutzte Flächen ausgewiesen. Ende 2018 waren 303 Hektar als landwirtschaftliche Flächen genutzt und Forstwirtschaft wurde auf 41 Hektar betrieben. Die durchschnittliche Bodenklimazahl von Rudolz beträgt 37,7 (Stand 2010).

## Persönlichkeiten
- Ingeborg Hanisch, Puppenmacherin, betrieb in der alten Schule ein Puppenmuseum mit über 1000 Exponaten